# Jastrzębie (województwo małopolskie)
Jastrzębie – wieś w Polsce położona w województwie małopolskim, w powiecie limanowskim, w gminie Łukowica
W latach 1975–1998 miejscowość administracyjnie należała do województwa nowosądeckiego.
W 2024 roku Jastrzębie zamieszkiwało 636 osób.

## Integralne części wsi
| SIMC    | Nazwa            | Rodzaj    |
| ------- | ---------------- | --------- |
| 0448893 | Jastrzębie Dolne | część wsi |
| 0448901 | Jastrzębie Górne | część wsi |
| 0448918 | Pod Skiełkiem    | część wsi |
| 0448924 | Pod Spleźnią     | część wsi |
| 0448930 | Skiełek          | część wsi |
| 0448947 | Spleżnia         | część wsi |

## Położenie
Jastrzębie położone jest w dolinie potoku Jastrząbka, otoczone wzniesieniami Skiełek (749 m), Spleźnia (730 m) i Klończyk (807 m). Zabudowania znajdują się na wysokości 450–750 m n.p.m. Graniczy z Młyńczyskami, Roztoką, Łukowicą, Jadamwolą oraz Czarnym Potokiem i Kicznią (gmina Łącko)

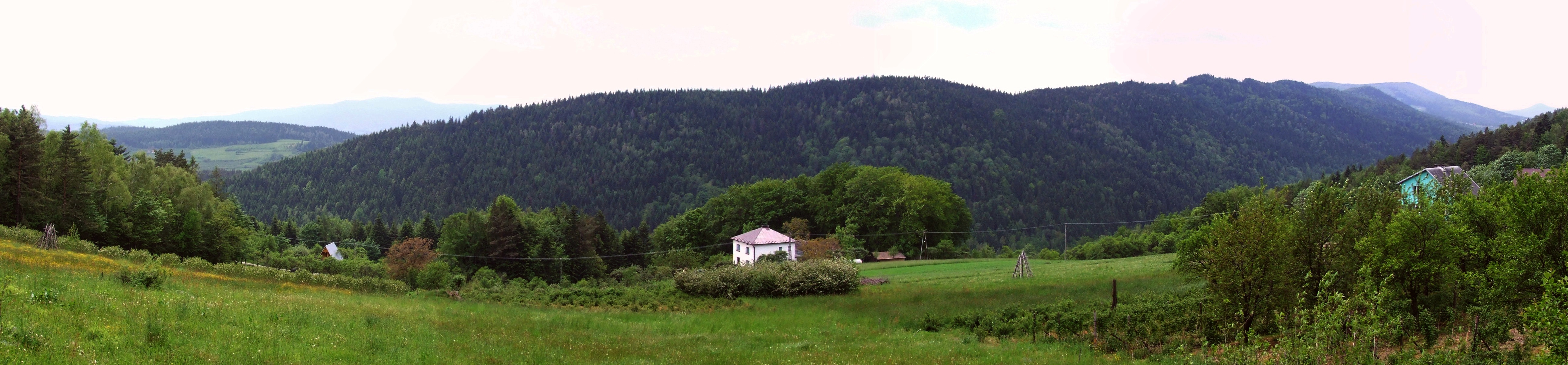
Widok z przysiółka Jastrzębie Górne na Skiełku na dolinę wsi Jastrzębie